# 333033 Yutakahashi
333033 Yutakahashi è un asteroide della fascia principale. Scoperto nel 2007, presenta un'orbita caratterizzata da un semiasse maggiore pari a 2,395949 UA e da un'eccentricità di 0,192611, inclinata di 2,541622° rispetto all'eclittica.